# Enrique López Delgado
Enrique López Delgado, meglio noto come Kike (Salamanca, 12 gennaio 1988), è un calciatore spagnolo, difensore del Guijuelo.

## Carriera
Ha giocato nella massima serie e nella seconda divisione spagnola.